# 비르스크

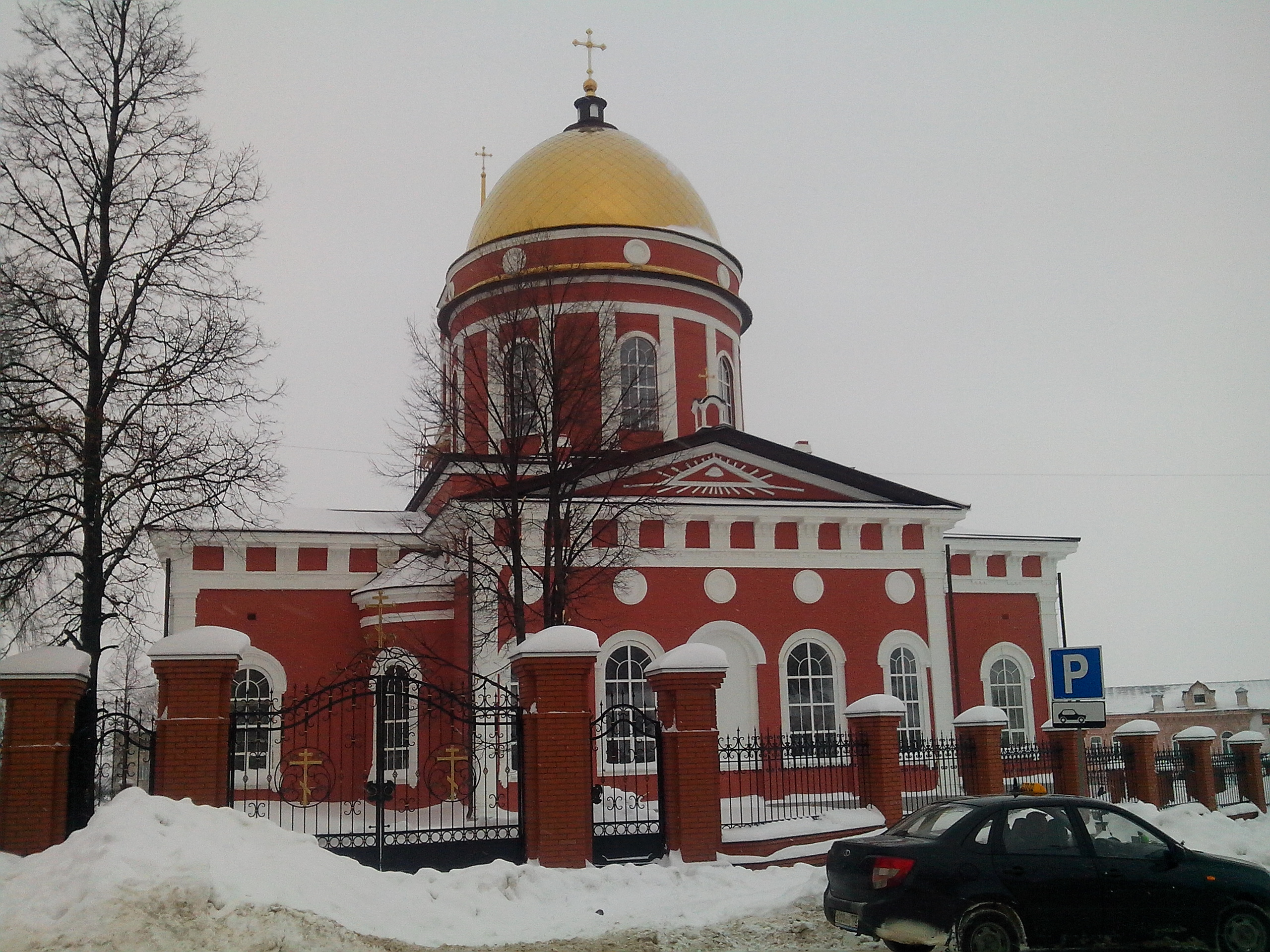

비르스크(러시아어: Бирск, 바시키르어: Бөрө)는 바시키르 공화국의 비르스크 군에 있는 도시로, 1663년에 지어졌으며 현재 인구는 4만1,200명(2005년)이다.
벨레야 강(카마 강의 지류)에 접해 있고, 우파에서 102km 떨어진 곳에 위치해 있다.